# Helicobia setinervis
Helicobia setinervis är en tvåvingeart som beskrevs av Guilherme A.M.Lopes 1939. Helicobia setinervis ingår i släktet Helicobia och familjen köttflugor. Inga underarter finns listade i Catalogue of Life.